# Kirsty Coventry
Kirsty Leigh Coventry Seward (nacida Kirsty Leigh Coventry; Harare, 16 de septiembre de 1983) es una exnadadora y política zimbabuense, ganadora de siete medallas olímpicas, incluidas dos de oro, entre los Juegos de Atenas 2004 y Pekín 2008. Entre 2018 y 2025 se desempeñó como Ministra de Deporte de Zimbabue. Actualmente es la presidenta del Comité Olímpico Internacional, cargo que asumió el 23 de junio de 2025, siendo la primera mujer y la primera persona africana en ejercer ese puesto.

## Biografía
Nacida en Harare (Capital de Zimbabue), estudió y compitió por la Universidad de Auburn, en Alabama (EE. UU.), donde se graduó en Hostelería y con la que ganó varios campeonatos universitarios. Mide 1.76 m y pesa 60 kg.

## Carrera
En el año 2000, siendo aun estudiante de secundaria, participó en los Juegos Olímpicos de Sídney, donde llegó a semifinales en los 100 metros espalda. Esto le valió ser nombrada deportista del año en Zimbabue.
En los Juegos Olímpicos de Atenas 2004 consiguió la medalla de oro de los 200 m espalda (2:09,19), la plata de los 100 m espalda (1:00,50) y el bronce en los 200 m estilos (2:12,72). Son las primeras medallas olímpicas en la historia de Zimbabue luego de 24 años, y fue recibida como una heroína a su vuelta.
En los Campeonatos del Mundo de Montreal 2005 ganó dos medallas de oro, en 100 y 200 m espalda (1:00,24 y 2:08,52) y dos medallas de plata, en 200 y 400 m estilos (2:10,41 y 4:36,07). Como anécdota señalar que estos triunfos colocaron a Zimbabue en el tercer lugar del medallero en dichos campeonatos, pese a que Kirsty era la única representante de ese país. Ella fue la nadadora más laureada de la competición.
En los Juegos Olímpicos de Pekín 2008 ganó 1 oro y tres medallas de plata (400 m individual, 100 m espalda, y 200 m individual) y en las tres pruebas batió los récords mundiales. En 400 m individuales  obtuvo  4:29.89 (el récord era de 4:31.12), pero fue derrotada por la australiana Stephanie Rice. En la semifinal de los 100 m espalda impuso un nuevo récord mundial de 58,77 segundos, pero en la final fue vencida por Natalie Coughlin, de Estados Unidos. En 200 m individual obtuvo 2:08.59, superando los 2:08.92 del récord mundial, pero la mejor marca fue de Stephanie Rice. 
En septiembre de 2018 fue nombrada como ministra de Deporte de su país, siendo la única persona blanca en ocupar un ministerio de ese gabinete. Entre 2016 y 2022 fue vicepresidenta de la Asociación Internacional de Surf.

## Presidenta del COI
El 20 de marzo de 2025 en la sesión 144.ª del COI fue elegida como 10.ª presidenta del Comité Olímpico Internacional, cargo que asumió el 23 de junio de ese año, siendo la primera mujer de la historia y representante de África en ocupar el puesto.